# Echigo

Mappa delle province giapponesi con la provincia di Echigo evidenziata

Echigo (giapponese: (越後国; -no kuni) fu una provincia del Giappone nell'Honshū centrosettentrionale affacciata sul Mar del Giappone. Confinava con le province di Uzen, Iwashiro, Kozuke, Shinano e Etchu. Oggigiorno la sua area fa parte della prefettura di Niigata, che include anche l'isola che fu sede della provincia di Sado.
Echigo fu governata da Uesugi Kenshin e dai suoi eredi durante il Periodo Sengoku; successivamente divenne un feudo della famiglia di Ieyasu Matsudaira.